# Альфред Аткінсон
Альфред Аткінсон (6 лютого 1874 — 21 лютого 1900) — англійський кавалер Хреста Вікторії, найвищої та найпрестижнішої нагороди за доблесть перед обличчям ворога, якою можуть бути нагороджені сили Великої Британії та Співдружності націй.
Альфред народився в Армлі, Лідс, і був сином Джеймса Харланда Аткінсона (народився близько 1830 року в Кіркбі Малзеарді, Йоркшир) і Маргарет Менсфілд (народилася близько 1833 року в Лідсі, Йоркшир) , які одружилися в Лідсі 4 червня 1855 року. Джеймс Харланд Аткінсон був ковалем-ковалем у Королівській артилерії.
Йому було 26 років, і він був сержантом 1-го батальйону Власного полку принцеси Уельської (Йоркширський полк), Британської армії під час Другої англо-бурської війни, коли 18 лютого 1900 року під час Битва при Паардеберзі, Південна Африка, відбувся наступний подвиг, за який він був (посмертно) нагороджений Хрестом Вікторії:
|  | № 3264 сержант А. Аткінсон, Йоркширський полк. Під час битви при Паардеберзі 18 лютого 1900 року сержант А. Аткінсон, 1-й батальйон Йоркширського полку, сім разів виходив під сильним і близьким вогнем, щоб дістати воду для поранених. Під час сьомої спроби він був поранений в голову і помер через кілька днів. |

Його Хрест Вікторії виставлений у музеї Грін Ховардс, Річмонд (Північний Йоркшир), Англія.

## Зовнішні посилання
- Місце поховання Альфреда Аткінсона "Трансвааль, Південна Африка"
- Розташування Хреста Вікторії Альфреда Аткінсона "Музей Грін Говардс, Річмонд"
- Альфред Аткінсон на сайті Find a Grave (англ.)
- Різні офіційні назви полку Еволюція назви